# Spalirises rugosa
Spalirises rugosa är en insektsart som beskrevs av William D. Funkhouser 1927. Spalirises rugosa ingår i släktet Spalirises och familjen hornstritar. Inga underarter finns listade i Catalogue of Life.